# Handley Page Hare
El Handley Page HP.34 Hare fue un bombardero diurno biplaza británico de gran altitud, diseñado y construido en Cricklewood por Handley Page.

## Diseño y desarrollo
Fue diseñado por Harold Boultbee para cubrir los requerimientos de la Especificación 23/25 del Ministerio del Aire por un reemplazo para el Hawker Horsley en el papel de bombardero diurno, compitiendo contra el Blackburn Beagle, el Hawker Harrier, el Gloster Goring y el Westland Witch. El Hare era un biplano convencional, con alas de un solo vano, decaladas y con distintas envergaduras, de construcción mixta en madera y metal (aunque la especificación requería que cualquier avión de producción fuera de construcción totalmente metálica). Poseía una tripulación de dos miembros, con el piloto en una cabina abierta por detrás del ala, y con el observador/artillero detrás de él.
Sólo se construyó un avión, con la matrícula J8622. Voló por primera vez el 24 de febrero de 1928, propulsado por un Gnome-Rhône Jupiter, ya que el planeado Jupiter VIII no estaba disponible. Las pruebas mostraron que el avión tenía un pobre manejo y era propenso a las vibraciones, y fue modificado con un fuselaje alargado en 0,61 m y una cola revisada, lo que mejoró el manejo. Se decidió modificar el avión para que pudiera cubrir los requerimientos de la Especificación 24/25 para reemplazar al Horsley en su otro papel como torpedero basado en la costa.
El Hare no fue capaz de satisfacer ambas competiciones, siendo abandonada la competición de bombardero diurno en favor de comprar el más avanzado Hawker Hart, construido para cubrir la Especificación 12/36, mientras que el requerimiento del torpedero fue cubierto por el Vickers Vildebeest. Permaneció en uso con la Real Fuerza Aérea como avión de pruebas hasta 1932. Luego fue vendido, para realizar un propuesto vuelo de larga distancia por J.N. Addinsell, y matriculado G-ACEL. El Hare fue volado hasta el London Air Park, Hanworth, en 1933, donde fue rebarnizado y pintado con colores civiles. Nunca voló de nuevo y fue desguazado en 1937.

## Variantes
Type H
Primera designación del modelo, segundo uso de la letra H (el primero fue en dos proyectos denominados Handley Page H/70 y H/110, de 1912-1913).
HP.34 Hare
Prototipo de bombardero diurno, uno construido.

## Operadores
Reino Unido
- Real Fuerza Aérea

## Especificaciones
Referencia datos: Handley Page Aircraft since 1907

### Características generales
- Tripulación: Dos (piloto y observador/artillero)
- Longitud: 9,8 m (32,2 ft)
- Envergadura: 15,2 m (50 ft)
- Superficie alar: 42,2 m² (454,2 ft²)
- Peso vacío: 1383 kg (3048,1 lb)
- Peso cargado: 3285 kg (7240,1 lb)
- Planta motriz: 1× motor radial de nueve cilindros refrigerado por aire Bristol Jupiter VIII.
  - Potencia: 362 kW (499 HP; 492 CV)
- Hélices: Bipala de madera de paso fijo

### Rendimiento
- Velocidad máxima operativa (Vno): 243 km/h (151 MPH; 131 kt)
- Alcance: 1609 km (869 nmi; 1000 mi)
- Techo de vuelo: 6098 m (20 007 ft)

### Armamento
- Ametralladoras: 

  - 1 fija frontal
  - 1 flexible en cabina trasera
- Bombas: 907 kg o un torpedo

## Aeronaves relacionadas

### Secuencias de designación
- Secuencia HP._ (interna de Handley Page): ← HP.31 - HP.32 - HP.33 - HP.34 - HP.35 - HP.36 - HP.37 →